# 西田辺町
西田辺町（にしたなべちょう）は、大阪市阿倍野区にある地名。現行行政地名は西田辺町一丁目および西田辺町二丁目。

## 地理
阿倍野区の南部に位置し、住吉区、東住吉区に接する。東は東住吉区山坂、南は住吉区長居、西は阪南町、北は昭和町、長池町。北から順に1～2丁目がある。

## 歴史
1663年（寛文3年)に開墾され、猿山新田と呼ばれた。1925年（大正14年）に猿山から西田辺町となった。
1938年（昭和13年）に阪和電気鉄道（現在の西日本旅客鉄道 阪和線）の阪和鶴ケ丘停留場（現在の鶴ケ丘駅）が開業、1952年（昭和27年）に地下鉄1号線（現在のOsaka Metro御堂筋線）が開業した。

### 沿革
本節では大阪市住吉区（のち阿倍野区）西田辺町から分割された東住吉区西田辺町についても記述する。

#### 西田辺町（住吉区のち阿倍野区）
1925年（大正14年）、東成郡田辺町猿山が改称して成立。初め、大阪市住吉区、1943年（昭和18年）より阿倍野区。1954年（昭和29年）より、1 - 2丁目がある。
一部が1929年（昭和4年）、田辺本町5 - 8丁目、駒川町4 - 8丁目、田辺東ノ町3 - 8丁目、昭和町東1 - 4丁目、昭和町中1 - 5丁目、昭和町西1 - 5丁目、1934年（昭和9年）、山坂町1 - 2丁目、山坂西ノ町1 - 3丁目となる。1943年（昭和18年）、一部が東住吉区西田辺町となる。1951年（昭和26年）、一部が文の里1 - 4丁目になる。1954年（昭和29年）、西長居町、南田辺町、山坂町5丁目、昭和町西1 - 5丁目の各一部を編入。1966年（昭和41年）、一部が長池町となる。

#### 西田辺町（東住吉区）
1943年（昭和18年）、住吉区西田辺町の一部より成立。1951年（昭和26年）、一部が大塚町、田辺本町1 - 8丁目、田辺東ノ町1 - 8丁目、田辺西ノ町1 - 8丁目、駒川町1 - 8丁目となり、残余は1980年（昭和55年）、山坂2 - 5丁目となる。

## 世帯数と人口
2024年（令和6年）9月30日現在の世帯数と人口は以下の通りである。
| 丁目           | 世帯数    | 人口    |
| -------------- | --------- | ------- |
| 西田辺町一丁目 | 825世帯   | 1,451人 |
| 西田辺町二丁目 | 1,019世帯 | 1,644人 |
| 計             | 1,844世帯 | 3,095人 |

### 人口の変遷
国勢調査による人口の推移。
| 1995年（平成7年）  | 3,012人 | [ 11 ] |  |
| 2000年（平成12年） | 3,086人 | [ 12 ] |  |
| 2005年（平成17年） | 3,563人 | [ 13 ] |  |
| 2010年（平成22年） | 3,189人 | [ 14 ] |  |
| 2015年（平成27年） | 3,152人 | [ 15 ] |  |
| 2020年（令和2年）  | 3,048人 | [ 16 ] |  |

### 世帯数の変遷
国勢調査による世帯数の推移。
| 1995年（平成7年）  | 1,517世帯 | [ 11 ] |  |
| 2000年（平成12年） | 1,660世帯 | [ 12 ] |  |
| 2005年（平成17年） | 1,919世帯 | [ 13 ] |  |
| 2010年（平成22年） | 1,723世帯 | [ 14 ] |  |
| 2015年（平成27年） | 1,791世帯 | [ 15 ] |  |
| 2020年（令和2年）  | 1,731世帯 | [ 16 ] |  |

## 学区
市立小・中学校に通う場合、学区は以下の通りとなる。なお、小学校・中学校入学時に学校選択制度を導入しており、通学区域以外に阿倍野区の小学校（自宅から概ね2km以内）・中学校から選択することも可能。
| 丁目           | 番   | 小学校             | 中学校             |
| -------------- | ---- | ------------------ | ------------------ |
| 西田辺町一丁目 | 全域 | 大阪市立長池小学校 | 大阪市立昭和中学校 |
| 西田辺町二丁目 | 全域 | 大阪市立長池小学校 | 大阪市立昭和中学校 |

## 事業所
2021年（令和3年）現在の経済センサス調査による事業所数と従業員数は以下の通りである。
| 丁目           | 事業所数  | 従業員数 |
| -------------- | --------- | -------- |
| 西田辺町一丁目 | 126事業所 | 1,785人  |
| 西田辺町二丁目 | 81事業所  | 660人    |
| 計             | 207事業所 | 2,445人  |

## 交通

### 鉄道
- JR西日本阪和線 - 鶴ケ丘駅
- Osaka Metro御堂筋線 - 西田辺駅

### バス
2020年4月現在
- 大阪シティバス[20]
  - 3・54A号系統：地下鉄西田辺
  - 54D号系統：西田辺町二丁目
- 北港観光バス[21]
  - 西田辺瓜破西線：地下鉄西田辺駅前 → ライフ西田辺店前

### 道路
- 大阪府道28号大阪高石線（あびこ筋）
- 大阪府道5号大阪港八尾線（南港通）

## 施設
- 猿山地蔵尊
- ライフ西田辺店
- 三井住友銀行西田辺支店
- 長池公園
- にしたなべ太陽保育園
- 鶴ケ丘幼稚園

## ギャラリー

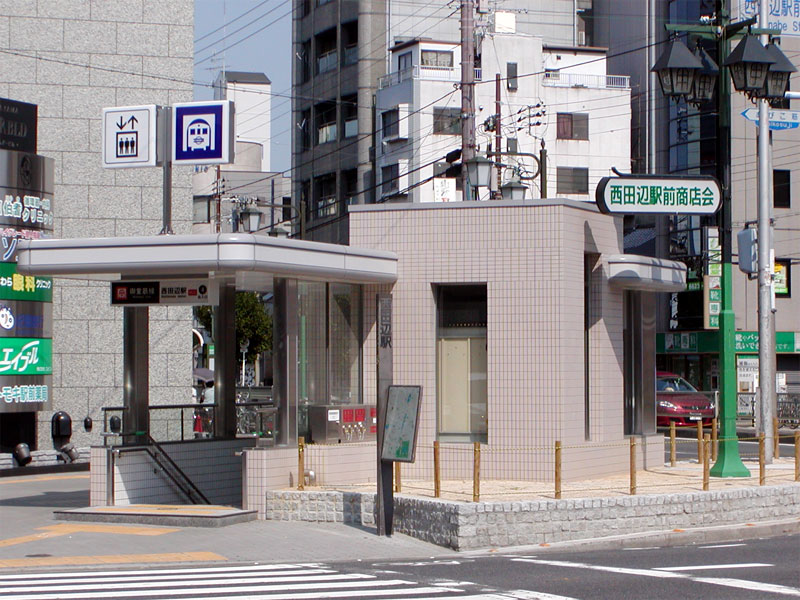
Osaka Metro西田辺駅

## その他

### 日本郵便
- 〒545-0014[3]（集配局：阿倍野郵便局[22]）